# Santos Urdinarán
Santos Urdinarán (Montevideo, 30 marzo 1900 – Montevideo, 14 luglio 1979) è stato un calciatore uruguaiano, di ruolo attaccante.
Campione del Mondo nel 1930, sudamericano nel 1923, 1924 e 1926 ed olimpico nel 1924 e nel 1928 con la Nazionale uruguayana.

## Caratteristiche tecniche
Giocava come ala. Calciatore completo, poteva giocare in tutti ruoli dell'attacco, grazie alla sua versatilità; era veloce, tirava con precisione ed era abile nell'effettuare i passaggi.

## Carriera

### Club
Fratello minore di un altro calciatore, Antonio Urdinarán, giocò tutta la sua carriera con la maglia di un solo club, il Nacional: in 14 stagioni con i tricolores collezionò 318 presenze, realizzando 124 goal e vincendo 5 titoli uruguaiani.

## Statistiche
| Stagione | Squadra  | Serie | Presenze | Reti |
| 1919     | Nacional | A     | 17       | 5    |
| 1920     | Nacional | A     | 20       | 12   |
| 1921     | Nacional | A     | 22       | 8    |
| 1922     | Nacional | A     | 21       | 10   |
| 1923     | Nacional | A     | 24       | 11   |
| 1924     | Nacional | A     | 21       | 11   |
| 1925     | Nacional | A     | 22       | 10   |
| 1926     | Nacional | A     | 24       | 9    |
| 1927     | Nacional | A     | 26       | 13   |
| 1928     | Nacional | A     | 26       | 9    |
| 1929     | Nacional | A     | 24       | 9    |
| 1930     | Nacional | A     | 25       | 10   |
| 1931     | Nacional | A     | 24       | 7    |
| 1932     | Nacional | A     | 22       | 7    |
| 1933     | Nacional | A     | 10       | 1    |

### Nazionale
Con la maglia della nazionale uruguaiana partecipò alle rassegne olimpiche di Parigi 1924 e Amsterdam 1928, vincendo 2 medaglie d'oro, nonché a tre edizioni del Campeonato Sudamericano de Football, vinte tutte quante. Il più importante successo con la Celeste fu comunque il mondiale del 1930, anche se l'allenatore Suppici lo impiegò solo nella prima partita contro il Perù.

## Palmarès

### Club
- Campionato uruguaiano: 5

Nacional: 1919, 1920, 1922, 1923, 1924

### Nazionale
- Campionato mondiale: 1

Uruguay 1930
- Oro olimpico: 2

Parigi 1924, Amsterdam 1928
- Campeonato Sudamericano de Football: 3

1923, 1924, 1926
- Copa Lipton: 3

1924, 1927, 1929
- Copa Newton: 2

1929, 1930